# Samuel de Sousa Leão Gracie

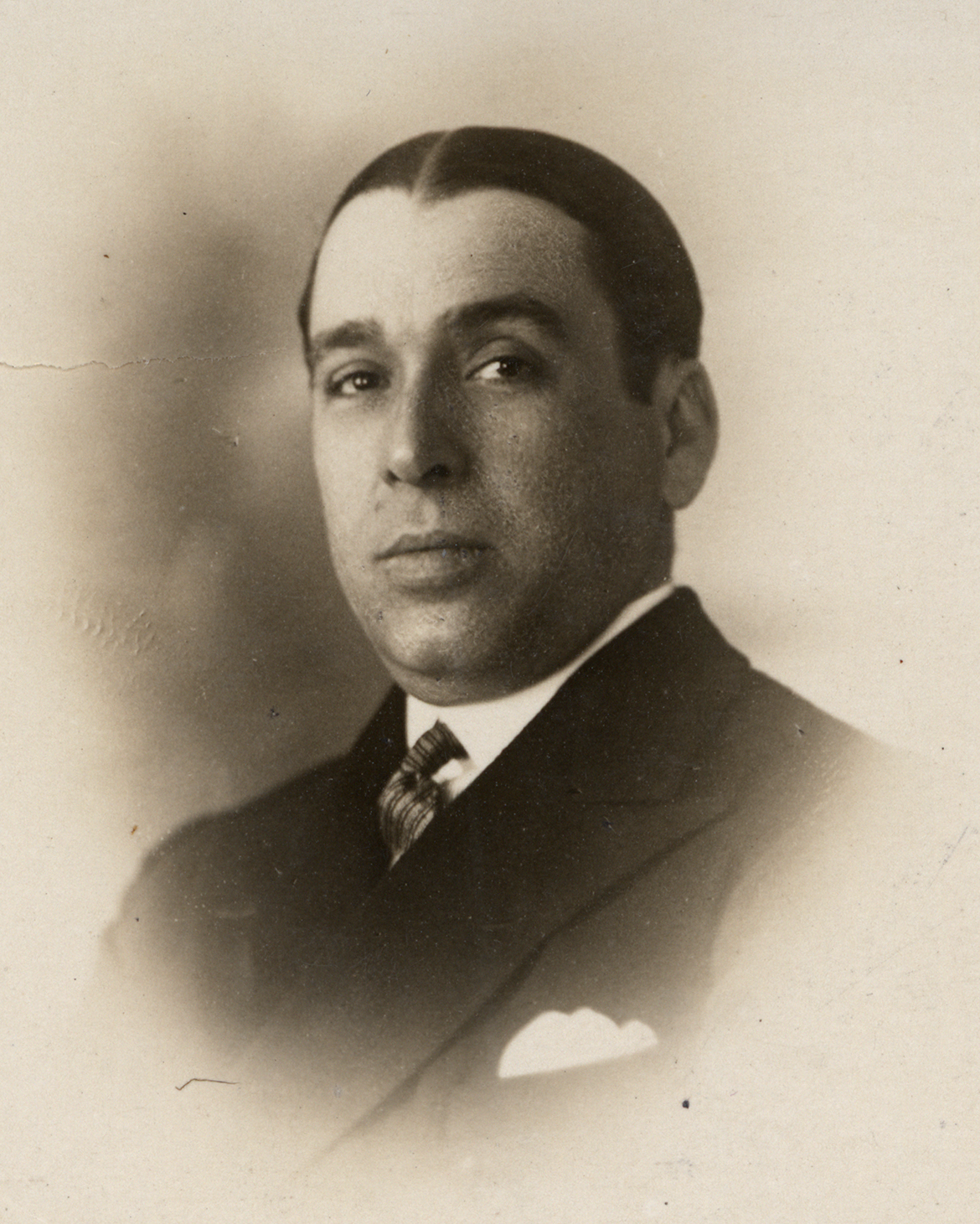
Samuel de Sousa Leão Gracie

Samuel de Sousa Leão Gracie CBE (* 11. November 1891 in Botafogo; † 2. März 1967 in Rio de Janeiro) war ein brasilianischer Diplomat und geschäftsführender Außenminister.

## Leben
Samuel de Souza Leão Gracie war der Sohn von Maria Luiza de Souza und Samuel Gracie. Seine Schwester war Carolina de Souza Leão Gracie (* 21. Dezember 1885, Rio de Janeiro). Er heiratete am 11. Januar 1915 in Rio de Janeiro Miriam Hime de Sousa Leão Gracie; sie hatten drei Töchter.
De Sousa trat nach seiner Ausbildung in den auswärtigen Dienst ein und wurde zunächst als Gesandtschaftsrat in London und ab 1921 als Geschäftsträger in Asunción eingesetzt. Ab 1923 war er als Gesandtschaftssekretär in Washington, D.C. tätig, wo er 1925 auch als Geschäftsträger übernommen wurde. Vom 16. September 1931 bis zum 6. April 1934 wurde de Sousa als Gesandter nach La Paz und im Anschluss daran bis zum 13. April 1935 als außerordentlicher Gesandter und Ministre plénipotentiaire zunächst nach Wien, dann vom 23. April 1938 bis zum 28. März 1939 nach Budapest, vom 2. April 1939 bis zum 1. November 1939 nach Stockholm und schließlich vom 25. Januar 1940 bis zum 10. Januar 1946 nach Santiago de Chile versetzt. Im Jahr 1946 wurde de Sousa als Generalsekretär in das brasilianische Außenministerium berufen, wo er vom 24. Juli 1946 bis zum 7. Dezember 1946 als geschäftsführender Außenminister tätig war.
Von 17. Juni 1947 bis 4. November 1952 war er als Botschafter in Lissabon und anschließend bis zum 10. November 1956 als Ambassador to the Court of St James’s tätig. Während seiner Zeit in London war de Sousa am 2. Juni 1953 Vertreter der brasilianischen Regierung bei der Krönung von Elisabeth II.